# アンナ・フォン・ザクセン (1420-1462)
アンナ・フォン・ザクセン（ドイツ語：Anna von Sachsen, 1420年6月5日 - 1462年9月17日）は、ヘッセン方伯ルートヴィヒ1世の妃。

## 生涯
アンナはザクセン選帝侯フリードリヒ1世と、ブラウンシュヴァイク＝リューネブルク公ハインリヒ1世の娘カタリーナの長女として生まれた。
アンナは、1433年9月8日にヘッセン方伯ルートヴィヒ1世と結婚した。持参金は19,000ライングルデン金貨であった。2人の婚約は、1431年のローテンブルク・アン・デア・フルダにおいて両家の間に相続条約が結ばれた際に発表された。この結婚により、ルートヴィヒ1世は領土を大幅に拡大させ、アンナの兄ザクセン選帝侯フリードリヒ2世より、エシュヴェーゲとゾントラを受け取った。フリードリヒ2世はまた、ヴァンフリートに対する権利も放棄した。

## 子女
- ルートヴィヒ2世（1438年 - 1471年） - 上ヘッセン（カッセル）方伯
- （1440年 - 1483年） - 下ヘッセン（マールブルク）方伯
- ヘルマン（1449年 - 1508年） - ケルン大司教（1480年 - 1508年）
- エリーザベト（1453年 - 1489年） - ヨハン3世・フォン・ナッサウ＝ヴァイルブルク（1441年 - 1480年）と結婚
- フリードリヒ（1458年 - 1463年）